# Думовець
Думовець (хорв. Dumovec) — населений пункт у Хорватії, у складі громади Загреба.

## Населення
Населення за даними перепису 2011 року становило 903 осіб.
Динаміка чисельності населення поселення:

## Клімат
Середня річна температура становить 10,66 °C, середня максимальна – 25,23 °C, а середня мінімальна – -6,36 °C. Середня річна кількість опадів – 855 мм.
| Клімат поселення                              | Клімат поселення | Клімат поселення | Клімат поселення | Клімат поселення | Клімат поселення | Клімат поселення | Клімат поселення | Клімат поселення | Клімат поселення | Клімат поселення | Клімат поселення | Клімат поселення | Клімат поселення |
| Показник                                      | Січ.             | Лют.             | Бер.             | Квіт.            | Трав.            | Черв.            | Лип.             | Серп.            | Вер.             | Жовт.            | Лист.            | Груд.            |                  |
| Середній максимум, °C                         | 6,08             | 8,19             | 12,73            | 17,21            | 22,18            | 25,23            | 24,60            | 23,81            | 19,82            | 14,57            | 8,89             | 4,84             |                  |
| Середня температура, °C                       | −0,14            | 1,98             | 6,53             | 11,00            | 15,98            | 19,03            | 20,77            | 19,97            | 15,99            | 10,74            | 5,06             | 1,00             |                  |
| Середній мінімум, °C                          | −6,36            | −4,22            | 0,31             | 4,80             | 9,77             | 12,82            | 16,93            | 16,13            | 12,14            | 6,90             | 1,23             | −2,83            |                  |
| Норма опадів, мм                              | 49               | 47               | 56               | 67               | 75               | 92               | 77               | 86               | 80               | 81               | 84               | 61               |                  |
| Середньомісячна швидкість вітру, м/с          | 1.82             | 2.01             | 2.41             | 2.30             | 2.14             | 1.96             | 1.90             | 1.71             | 1.72             | 1.78             | 1.85             | 1.84             |                  |
| Середньомісячна сонячна радіація, кДж/м²·день | 4121             | 6875             | 10556            | 14937            | 19138            | 21094            | 21923            | 19189            | 14177            | 8757             | 4520             | 3315             |                  |
| --------------------------------------------- | ---------------- | ---------------- | ---------------- | ---------------- | ---------------- | ---------------- | ---------------- | ---------------- | ---------------- | ---------------- | ---------------- | ---------------- | ---------------- |
| Джерело:                                      |                  |                  |                  |                  |                  |                  |                  |                  |                  |                  |                  |                  |                  |